# M50 Ontos

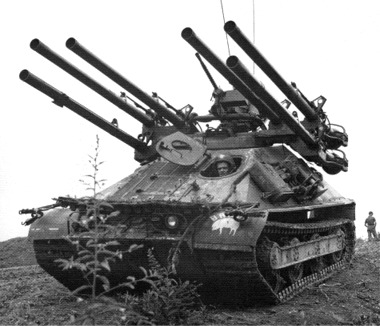
Ein M50 Ontos der Marines

Der M50 Ontos (Ontos griechisch: Das Ding) war ein luftverladbarer, leicht gepanzerter Jagdpanzer aus US-amerikanischer Produktion.

## Entwicklung
Das US-Heer vergab im November 1950 einen Auftrag zur Entwicklung eines leichten Panzerabwehrfahrzeugs an den Landmaschinenhersteller Allis-Chalmers aus Wisconsin.
Das Fahrzeug sollte in den Panzerabwehrtruppen die auf Jeeps montierten rückstoßfreien M40-Geschütze ersetzen und den Besatzungen ein leicht gepanzertes Fahrzeug zur Verfügung stellen.
Vorgesehen war eine Bestellung von 1.000 Stück durch das Heer. Als Allis-Chalmers 1953 den mit T165 bezeichneten Entwurf vorstellte, lehnte die Army diesen aber ab und blieb stattdessen bei der ursprünglichen Ausstattung der Panzerabwehrtruppen.
Das Marine Corps suchte zu dieser Zeit Ersatz für seinen Sherman-Panzer und der Ontos entsprach den Anforderungen nach einem leichten Fahrzeug, das eine hohe Mobilität versprach.
Das Corps bestellte 300 Exemplare, welche die Bezeichnung M50 erhielten. 1963 begann die Umrüstung auf den A1-Standard mit stärkeren Motoren. 167 der 297 gelieferten Panzer wurden umgerüstet.

## Technische Beschreibung
Der Ontos verfügte über das gleiche Fahrwerk wie der M56 Scorpion mit 50 Zentimeter breiten Ketten. Darüber verjüngte sich die rund 13 Millimeter dicke Panzerung des Rumpfs pyramidenförmig zum Turm. Am Heck hatte der Ontos eine zweiflügelige Tür, über die die Besatzung ein- und aussteigen konnte. Der Turm bestand aus zwei Armen, an denen links und rechts jeweils drei M40 Recoilless Rifles montiert waren.
Auf den oberen vier Geschützen befanden sich die 12,7-mm-[Einschießgewehre]. In der Mitte befand sich auf einem Drehzapfen ein 7,62-mm-Maschinengewehr M1919 zur Verteidigung. Dieses und die beiden unteren Geschütze konnten abmontiert und auf Lafetten eingesetzt werden. Der Turm konnte 40° zu jeder Seite geschwenkt und um 20° nach oben und 10° nach unten geneigt werden.
An Munition wurden 1000 Schuss für das Maschinengewehr, je 20 Schuss für die Einschießgewehre und 18 Schuss für die 106-mm-Geschütze mitgeführt (sechs in den Rohren, vier im Innenraum, acht in einem Behälter unter der Hecktür). Als Munition für die Hauptwaffe standen M344A1 HEAT-, M346A1 HEP-T- oder M581-Flechette-Geschosse APERS-T „Beehive“, gefüllt mit 10.000 Flechettes, zur Verfügung.
Der Fahrer saß vorne links, rechts neben ihm befanden sich Motor und Getriebe. Der Kommandant und der Ladeschütze teilten sich den Raum dahinter, zusammen mit der Munition, dem Funkgerät sowie der persönlichen Bewaffnung (M3-Maschinenpistolen). Die Bedienung der Geschütze und des Maschinengewehrs lag in der Hand des Kommandanten.

## Einsatz

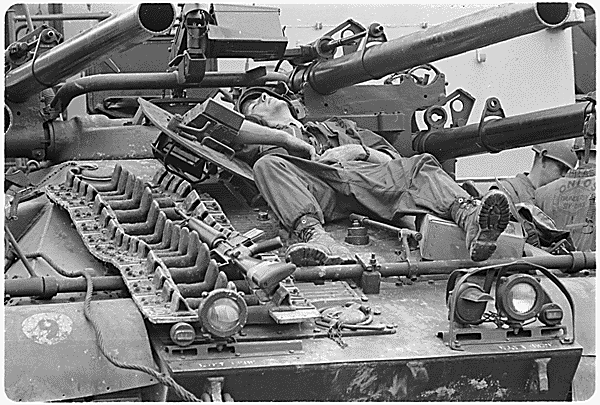
Ein Besatzungsmitglied eines Ontos ruht sich während der Schlacht um Huế auf dem Panzer aus

Der erste Einsatz des M50 erfolgte während der amerikanischen Intervention in der Dominikanischen Republik, wo er sich sehr gut gegen die AMX-13- und L-60-Panzer der Rebellen bewährte.
1965 kamen die ersten Ontos mit dem 1st und 3rd Antitank-Bataillon der 1. US-Marinedivision nach Vietnam. Da die nordvietnamesische Armee nur über wenige Panzer verfügte und diese nur sehr selten in offener Feldschlacht einsetzte, wurde der Ontos der Basisverteidigung zugeteilt.
Hierbei bewährte er sich wegen seiner hohen Feuerkraft, besonders bei der Schlacht um Khe Sanh. Beim Kampf im dichten Gestrüpp des Dschungels bewährte sich auch die „Beehive“-Flechette-Munition. Teils sollen die Vietcong bereits beim Anblick des Ontos die Flucht ergriffen haben.
Auch während der Tet-Offensive und dem Kampf um Huế kam der kleine Panzer zum Einsatz. Besonders im Häuserkampf schätzten die Marines dessen Feuerkraft.
Im Vietnamkrieg traten aber auch die Schwächen des Modells hervor: waren die sechs Schuss der Rohre abgefeuert, musste der Ladeschütze den geschützten Innenraum zum Nachladen verlassen und war dann dem Feindfeuer ausgesetzt. Außerdem verriet der gewaltige „Backblast“ den Ontos nach dem Abgeben des ersten Schusses, daher musste die Stellung oft gewechselt werden.
Da der Panzer außerdem nur zwölf Schuss Munition im Innenraum und im Staubehälter mitführen konnte, fuhren die meisten Besatzungen entgegen den Anweisungen mit geladenen Rohren ins Gefecht.
Im Mai 1969 begann das USMC mit der Ausmusterung des Ontos, einige Exemplare wurden dem US-Heer übergeben, das sie noch bis zum Verbrauch der vorhandenen Ersatzteile einsetzte. Auch wurden bei einigen M50 die Türme abmontiert und als festinstallierte Basisverteidigungen genutzt.
Die meisten Fahrzeuge wurden in den Vereinigten Staaten demilitarisiert und an Forst- und Landwirtschaftsbetriebe verkauft.

## Technische Daten
Die Daten beziehen sich auf das Modell M50, davon abweichenden Daten des M50A1 sind in Klammern gesetzt
| Kenngröße             | Daten                                                                                                   |
| --------------------- | --- |
| Baujahr               | 1955–1957 (1963–1969)                                                                                   |
| Hersteller            | Allis-Chalmers Manufacturing Co.                                                                        |
| Länge über alles      | 3,83 m                                                                                                  |
| Breite über alles     | 2,59 m                                                                                                  |
| Höhe                  | 2,13 m                                                                                                  |
| Gefechtsgewicht       | 8600 kg                                                                                                 |
| Besatzung             | 3 |
| Höchstgeschwindigkeit | 48 km/h (Straße)                                                                                        |
| Fahrbereich           | 185 km (160 km)                                                                                         |
| Motor                 | Benzinmotor General Motors M302 mit 145 PS (Benzinmotor Chrysler HT-361-318 mit 180 PS)                 |
| Bewaffnung            | 6 × rückstoßfreie 106-mm-Geschütze M40A1c, 4 × 12,7-mm-M8C-Einschießgewehre 1 × 7,62-mm-Maschinengewehr |